# Пелота
Пелота је стари баскијски спорт одбијања лопте (кат. Pilota; од латинског pila што значи лопта) која је најпознатија у северним деловима Шпаније (Баскија, Навара, Риоха, Арагон и Кастиља и Леон), француској Баскији и Америци.
Игра се тако што се лопта удара руком, рекетом, дрвеном палицом или корпицом-избацивачем о зид који се зове фронтис (шп. frontis), или између две екипе које су подељене или линијом на земљи или мрежом. Игра се на терену који се зове фронтон (шп. frontón), мада постоји и варијанта која се зове тринкете (шп. trinquete).

## Историја
Овај спорт је светски познат као баскијска пелота, али не потиче из Баскије. Још су старогрчки аутори у својим делима давали референце о овом спорту, од којих неки тврде да је спартанског порекла, а други опет, игру приписују Илирима или Сардима.
У старој Грчкој је овај спорт био толико популаран да је постојао простор у грчким гимназијама за вежбање. Такође током целог средњег века се појављују референце о овој игри. Сматран је спортом високе класе и био је забрањен за обичан народ. Међутим, упркос забрани, био је распрострањен и међу обичним народом.
Баскија је била земља где је овај спорт ухватио посебно јаке корене, те одатле касније у свету постаје познат под именом баскијска пелота.
Прва званична такмичења у овом спорту била су организована двадесетих година 20. века. Од 1952. године, Међународна федерација пелоте је организовала Шампионате у овој игри.
- 1952 - Сан Себастијан: Француска (8 златних медаља), Шпанија (5), Аргентина (3) и Мексико (1)
- 1955 - Монтевидео: Шпанија (5 златних медаља), Аргентина (3), Мексико (2), Француска (1) и Уругвај (1)
- 1958 - Бијариц: Шпанија (5 златних медаља), Француска (3), Аргентина (3) and Мексико (3)
- 1962 - Памплона: Аргентина (4 златне медаље, Шпанија (3), Француска (3) и Мексико (2)
- 1966 - Монтевидео: Француска (4 златне медаље), Аргентина (3), Шпанија (3), Мексико (2) и Уругвај (1)
- 1970 - Сан Себастијан: Шпанија (4 златне медаље), Француска (3), Аргентина (2), Мексико (2) и Уругвај (1)
- 1974 - Монтевидео: Аргентина (5 златних медаља), Француска (4), Шпанија (2) и Мексико 1()
- 1978 - Бијариц: Шпанија (4 златне медаље), Аргентина (3), Француска (2), Мексико (2) и Уругвај (1)
- 1982 - Мексико: Француска (6 златних медаља), Аргентина (4), Шпанија (1) и Мексико (1)
- 1986 - Виторија: Француска (5 златних медаља), Шпанија (3), Мексико (2) и Аргентина (2)
- 1990 - Куба: Шпанија (6 златних медаља), Мексико (3), Француска (2), Аргентина (2)
- 1994 - Сан Жан де Луз: Француска (5 златних медаља), Шпанија (4), Мексико (3) и Аргентина (2)
- 1998 - Мексико: Шпанија (5 златних медаља), Мексико (3), Аргентина (3), Француска (2) и Куба (19
- 2002 - Памплона: Шпанија (4 златне медаље), Француска (4), Мексико (3), Аргентина (2) и Куба (1)

## Модалитети
Постоје многобројни модалитети од којих се овде набрајају само најпознатији, које се међусобно разликују по ономе чиме се лопта удара. Лопта може бити од коже или од каучука, и у зависности од модалитета има различиту тежину. На пример, ако се игра руком, лопта треба да тежи између 90-100 грама, ако се игра палицом или ремонте, између 110 и 117 грама, или ако је у питању корпица, онда између 115 и 125 грама.
- Пелота руком (баск. eskuzka; шп. Pelota a mano), се игра тако што се лопта удара голим дланом, без икакве врсте заштите, тако да није ретко да рука отекне од удараца. Лопта која се користи у овом модалитету је тешка између 100 и 105 грама, и права су ремек-дела заната: састоје се од језгра од каучука, прекривеног концем од вуне којег опет прекрива кожа[2]. Игра се на кратком терену или један на један или у паровима, и до скора се играло.

У Валенсији се такође практикује веома слична игра која се зове валенсијанска пелота (кат. Pilota Valenciana), где се лопта такође удара руком, и до скора се играла на градским улицама.
- Пелота с корпицом (баск. txistera; шп. Cesta punta) се игра тако што се лопта баца уз помоћ корпице од прућа или тканине[2]. Конкавног је облика, дугачка и уска, и изгледа као модификација старинске чистере која је измишљена средином 20. века[3]. На руку се навлачи као рукавица и има кесу којом се лопта зауставља. Ова модерна варијанта се у Шпанији зове сеста пунта (шп. Cesta punta) а у Француској гран чистера (фр. grand-txistera). Првобитно се користила у игри пелота реботе, на отвореном али касније су је прихватили професионалци као једини инструмент од свих до тада познатих, којим су се могле играти спектакуларне утакмице[3]. Корпица се користи тако што служи да се ухвати лопта, која се затим пусти да склизне у обли део корпице, а потом се хитне из све снаге ка зиду. Овако лансиране лопте достижу фантастичне брзине. До сада познати рекорд је 302 km/h који је постигао Рамон Ареитио (баск. Ramón Areitio) у Њупорту Џај Алај на Роуд Ајланду, САД, 3. августа 1979. године и тиме ушао у Гинисову књигу рекорда[4].

- Ремонте (баск. erremontea; шп. Remonte) је варијанта пелоте с рукавицом од коже. Инструмент који се користи је од компактнијег и тврђег материјала од корпице, има канал и закривљено је, али нема кесу за задржавање лопте. Дуг је око 82-83 центиментра[2].

Техника која се користи је ударац са клизањем лопте из руке до мрежице.
- Пелота с палицом (баск. palaz; шп. Pala) је врста пелоте где се лопта удара дрвеном палицом која је обично направљена од букве или јасена и дугачка је око 52 cm. Дебљина се повећава од базе ка крају којим се удара лопта, који у најширем делу има 105 cm. Тежина се креће између 800 и 900 грама.

## Правила игре
Обично играју две или четири особе (један на један или два на два). Ако играју четири особе, направе се два тима који се обично разликују по бојама - један тим су плави а други су шарени. Шарени тим увек чине они који имају старију особу у екипи. Играчи су распоређени на фронтону тако да се два играча поставе напред, а два позади, по један из сваког тима. Обично се баца новчић да би се одредило ко почиње први. Играч у предњој позицији тима који почиње игру узима кожну лопту и постави се на линију 6, затим трчи до линије 4, баца лопту на под и у моменту кад лопта одскочи, удара је дланом руке ка зиду испред себе. Кад се лопта одбије од зида, играч другог тима је опет удара ка зиду и тако наизменично.
- Поени се постижу када играч из противничког тима не успе да удари тако лопту да она додирне зид фронтона у свом зеленом делу. Ако лопта додирне плави део, то је такође грешка.
- Лопта може да одскочи само једном од пода, ако одскочи више пута, то је поен за противнички тим.
- Није дозвољено ухватити лопту или задржавати је, мора се само ударати.
- Ако лопта одскочи ван терена, то је поен за противнички тим.
- Ако лопта удари белу линију која разграничава фронтон или било коју другу белу линију на терену, поен добија противничка екипа. Беле и жуте линије на поду и на левом зиду се не рачунају, јер служе само за маркирање зона.
- Приликом сервирања, када лопта удари о зид, мора да падне у повратном лету унутар зоне ограничене жутим линијама. Ако падне испред линије 4, противнички тим добија поен. Ако падне иза линије 7 или П, сервис не важи а играч који је сервирао добија прилику да поново сервира. Ако у овом другом покушају се исто понови, поен добија противнички тим.
- Након сервиса, лопта може да падне у било који део унутар фронтона.
- Утакмица се игра док се не постигну 22 поена, без ограничења времена.